# Lijst van voetbalinterlands Botswana - Swaziland (vrouwen)
Deze lijst van voetbalinterlands is een overzicht van alle officiële voetbalinterlands tussen de nationale vrouwenteams van Botswana en Swaziland. De landen hebben tot nu toe vijf keer tegen elkaar gespeeld. 

## Wedstrijden
| № | Plaats    | Datum           | Competitie                       | Wedstrijd            | Uitslag |
| - | --------- | --------------- | -------------------------------- | -------------------- | ------- |
| 1 | Harare    | 21 april 2002   | COSAFA Women's Championship 2002 | Botswana − Swaziland | 0 − 3   |
| 2 | Manzini   | 7 februari 2014 | Vriendschappelijk                | Swaziland − Botswana | 0 − 3   |
| 3 | Manzini   | 8 februari 2014 | Vriendschappelijk                | Swaziland − Botswana | 1 − 3   |
| 4 | Nhlangano | 20 juli 2019    | Vriendschappelijk                | Swaziland − Botswana | 4 − 3   |
| 5 | Nhlangano | 21 juli 2019    | Vriendschappelijk                | Swaziland − Botswana | 4 − 3   |

## Samenvatting
| Competitie                  | Totaal gespeeld | Winst Botswana | Gelijk | Winst Swaziland | Doelsaldo Botswana – Swaziland |
| --------------------------- | --------------- | -------------- | ------ | --------------- | ------------------------------ |
| COSAFA Women's Championship | 1               | 0              | 0      | 1               | 0 − 3                          |
| Vriendschappelijk           | 3               | 2              | 0      | 1               | 9 − 5                          |
| Totaal                      | 4               | 2              | 0      | 2               | 9 − 8                          |